# Mastacembelus ansorgii
Mastacembelus ansorgii är en fiskart som beskrevs av Boulenger, 1905. Mastacembelus ansorgii ingår i släktet Mastacembelus och familjen Mastacembelidae. IUCN kategoriserar arten globalt som otillräckligt studerad. Inga underarter finns listade i Catalogue of Life.